# Хэя

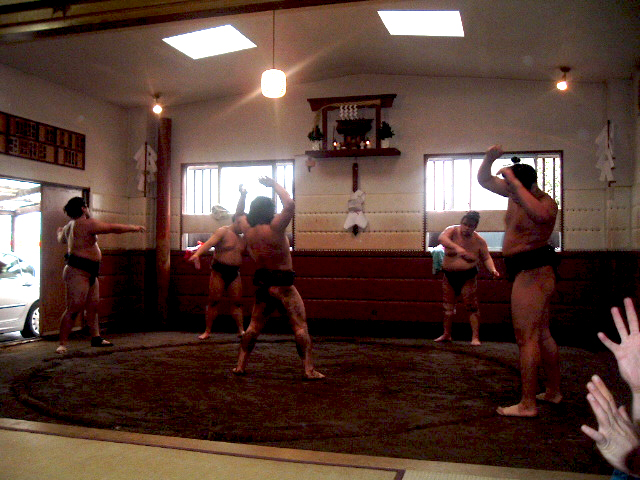
Борцы сумо на тренировке в хэя

Хэя (яп. 部屋, букв. «комната», при употреблении в качестве суффикса изменяется на «-бэя» из-за озвончения) — обозначение в профессиональном японском сумо спортивной корпорации, в которую входят спортсмены, менеджеры и служащие. Основная ячейка в организационной структуре профессионального сумо.

## Устройство хэя
Хэя служит не только для тренировок и соревнований в относящихся к нему помещениях и залах, но и образует спортивное общество типа коммуны. В здании хэя обязательно есть дохё, кухня, баня, общежитие младших борцов, отдельное жильё для старших борцов и старейшин, склады и разные хозяйственные помещения.

## Члены хэя
Помимо рикиси (борцов сумо) в хэя состоят также служащие родственных специальностей: гёдзи (борцовые судьи), ёбидаси (ассистенты со множеством обязанностей), токояма (специалисты-парикмахеры). Руководят хэя так называемые «старейшины» (ояката) — как правило, это бывшие борцы. Те ояката, которые являются одновременно и владельцами хэя (а это обычно около половины «старейшин»), называются сисё. Жёны «старейшин», оками-сан, согласно традиции, тоже выполняют в хэя организационную и руководящую работу.
Рикиси состоит в выбранной им хэя всю свою карьеру. Переход борца в другую хэя возможен только по внешним обстоятельствам: хэя сливается с другой или же, наоборот, от данной хэя отпочковывается дочерняя хэя.

## Иерархия в хэя
Жизнь в хэя организована согласно иерархическим принципам. Рикиси нижних рангов живут в общих помещениях и выполняют хозяйственные задания, в число которых входит приготовление для всех членов хэя котла с традиционным блюдом тянконабэ, стирка, уборка, прислуживание старшим за столом и в бане. Особые привилегии имеют старшие по званию борцы — хэягасира, даже если они не достигли особых высот. Борцы двух высших лиг (сэкитори) вообще освобождены от хозяйственных обязанностей и могут жить даже за пределами хэя. Младшие подчиняются старшим по званию или, при относительном равенстве, по борцовскому стажу. Авторитет старейшин непререкаем.

### Дедовщина
Традиционно считается, что такая жесткая иерархия и даже некоторое подобие «дедовщины» в хэя служат сильнейшим и вполне осязаемым стимулом для достижения высот мастерства. Например, некоторые главы хэя с гордостью демонстрировали прессе использование деревянного меча синай с целью наказания провинившихся, кроме того, нередки были случаи, когда старшие ученики издевались над младшими, заставляя их держать тяжелые предметы на протяжении долгого времени. Такая система воспитания неоднократно подвергалась критике, а в 2007 году произошел полноценный скандал, закончившийся тюремными сроками.
В конце 2007 года в школе Токицукадзэ умер 17-летний воспитанник Токитайдзан (настоящее имя — Такаси Сайто). Было установлено, что смерть наступила в результате серьезных издевательств со стороны Токицукадзэ-оякаты (Футацурю Дзюнъити), который ударил Такаси бутылкой по голове и приказал другими рикиси бить товарища, в том числе, бейсбольной битой. Позднее Дзюнъити не вызвал своевременно врачей и впоследствии стал настаивать на скорой кремации, что и привлекло внимание семьи погибшего и правоохранительных органов. Футацурю стал первым действующим главой хэя, уволенным по решению Ассоциации сумо, а в мае 2009 он был осужден на 6,5 лет лишения свободы. Вместе с ним были арестованы трое бойцов хэя — зачинщиков избиения. Токицукадзэ-ояката пытался обжаловать приговор, заявлял, что его подставили и хотел отсудить компенсацию у Японской ассоциации сумо. Однако в итоге был окончательно признан виновным. В 2014 году он скончался в тюремной больнице от рака легких. Премьер-министр Японии Ясуо Фукуда потребовал от Японской Ассоциации сумо принять необходимые меры, чтобы подобного больше не повторилось.
В феврале 2024 года произошел новый крупный скандал, связанный с дедовщиной в хэя. Хокусэйхо, один из борцов хэя Миягино, возглавляемой бывшим ёкодзуной Хакухо, был обвинен в жестокости и применении физического насилия по отношению к нескольким товарищам по хэя. В результате расследования обвинение было также предъявлено и самому Миягино-оякате (Хакухо) за то, что тот пытался замять дело, просто объявив прессе, что Хокусэйхо «глубоко раскаивается» в своем поведении. Последствия инцидента были серьезными — Хокусэйхо вышел в отставку и завершил карьеру в сумо (при том, что на момент отставки ему было всего 22 года), а школа Миягино была «временно закрыта» (на неопределенный срок). Ее борцы были переведены в хэя Исэгахама. Хакухо также на неопределенный срок передан «на поруки» бывшему ёкодзуне Асахифудзи, который должен будет «после каждого басё ... информировать руководство ЯАС о том, как ояката Миягино перенимает педагогический опыт руководства школой сумо». На три месяца Хакухо был лишен 20% зарплаты, а также понижен в статусе в Японской ассоциации сумо — ранее он имел ранг иин (член Комитета Ассоциации), а стал тосиёри (рядовой член Ассоциации, низший иерархический ранг).

## Расположение
Большая часть хэя находятся в квартале Сумида в Токио. Некоторые хэя, например Дэваноуми, существуют уже сотни лет. По состоянию на апрель 2018 года в Японии имеется 46 хэя, которые входят в 6 объединений (итимон). Состоящие в каждом из итимон хэя организационно сотрудничают между собой.
У некоторых хэя есть небольшие филиалы в других городах, где проводятся турниры.

## Финансирование
Хэя финансируется из разных источников. Средства поступают от Ассоциации (сообразно успехам борцов), от клубов поддержки, от сотрудничающих с хэя рекламодателей. Разные хэя могут сильно отличаться по благосостоянию: существуют бедные, хиреющие хэя, существуют богатые хэя с многими сильными и перспективными борцами и влиятельными клубами спонсоров; например, в Исэгахама-бэя в сентябре 2017 года числилось 29 борцов (в том числе победитель сентябрьского турнира ёкодзуна Харумафудзи и одзэки Тэрунофудзи), а в Кагамияма-бэя лишь 2 борца, оба выступавших в 3 дивизионе.

## Создание и руководство хэя
Старейшиной может стать только японский подданный. Право быть старейшиной дает специальная лицензия, число которых (105) исторически ограничено. На практике, лицензий может быть и больше, так как выдающиеся бойцы иногда получают именную пожизненную лицензию без права передачи. В XX—XXI веках такие лицензии получили Тайхо, Китаноуми, Таканохана и Тиёнофудзи, последний отказался от именной лицензии, получив лицензию своего учителя (по состоянию на ноябрь 2018 все эти школы уже закрылись или сменили название после смерти или отставки их старейшин). Кроме того, временные лицензии получают завершившие карьеру борцы высокого ранга: ёкодзуна сроком на пять лет, одзэки — на три. Лицензии имеют свою историю и многократно меняли обладателей. Один из старейшин — сисё, остальные (если они есть) состоят при хэя.
Старейшина, состоящий при хэя, может организовать и собственную комнату, если будет поддержан сисё и найдёт финансирование. Для этого, помимо всего прочего, он должен отвечать строгим критериям Ассоциации к происхождению и успехам за карьеру, которые должны быть весьма значительными: достигнутое звание ёкодзуны или одзэки, либо не менее 25 басё, проведённых в званиях сэкивакэ и комусуби, либо не менее 60 басё в высшем дивизионе макуути. Пример недавно возникшей хэя — Оноэ-бея, где сильнейшим борцом является Баруто. С другой стороны, некоторые хэя хиреют и закрываются, борцы из таких хэя переходят в другие хэя итимона.